# Saint Peter Port
Saint Peter Port vagy a St. Peter Port Guernsey fővárosa és fő kikötő városa. A 2001. évi népszámláláskor 16488 lakosa volt. Guernsey lakosságának körülbelül egyharmada él a fővárosban. A használt nyelvek az angol és a francia.

## Fekvése
Saint Peter Port, Guernsey fővárosa a sziget keleti partján található.

## Földrajza
St. Peter Port Guernsey keleti partján található. A város északi része és a kikötő alacsonyan fekvő, a déli része kissé magasabb. 2001-ben, a városnak 16.488 lakosa volt. Területe 6677 km².

## Városrészek
Saint Peter Port négy kantonból áll:
- Canton 1 vagy North Canton
- Canton 2 vagy  északnyugati Kanton
- Canton 3, vagy délnyugati Kanton
- Canton 4 vagy déli-Kanton

A kantonok egyben a választási körzetek is.
Történelmileg, Saint Peter Port hat részből áll:
- Durant
- Cornet (Castle Cornet)
- Rongefer
- Trousse
- Landry
- Lésant

## Nevezetességek
- Castle Cornet
- Dolmen Le Dehus
- Guernsey Múzeum
- Victor Hugo 1856-1870 között itt volt fogságban Saint Peter Port-on. Egykori otthona, a Hauteville House vagy Victor Hugo House, látogatható.

## Strandok
- Belle Greve-öböl, Havelet Bay, Soldiers Bay és Fermain öböl.

## Kikötő
St. Peter Port kikötője nagy árapály változásoknak van kitéve, a kikötőt a hajók csak az áradások során tudják használni, eltekintve néhány halászhajót, a tengerjáró hajók a kikötő előtt horgonyoznak. Számos sport és turisztikai hajózási lehetőség is található itt.

## Galéria

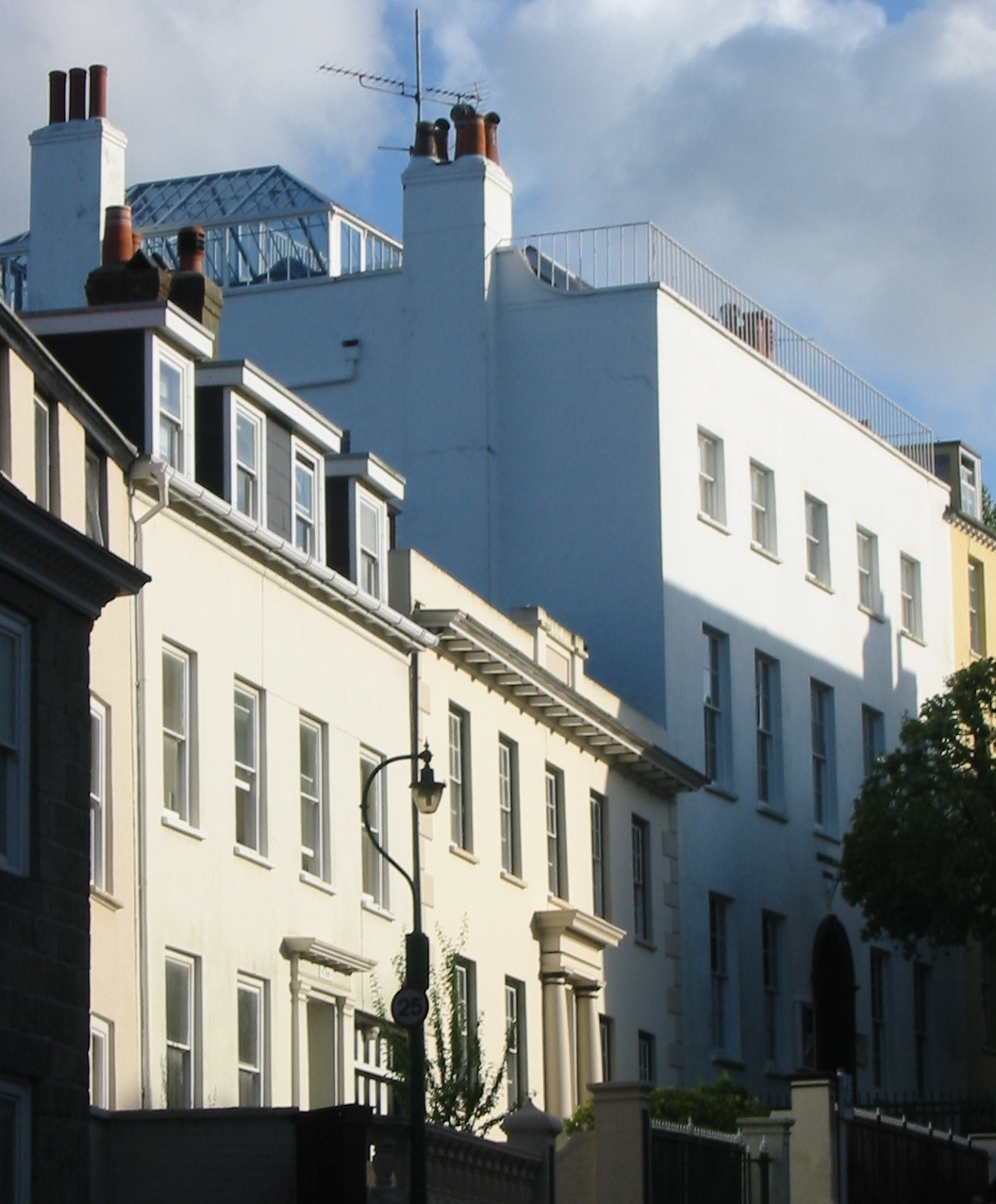
Victor Hugo egykori lakóhelye Saint Petrt Portban
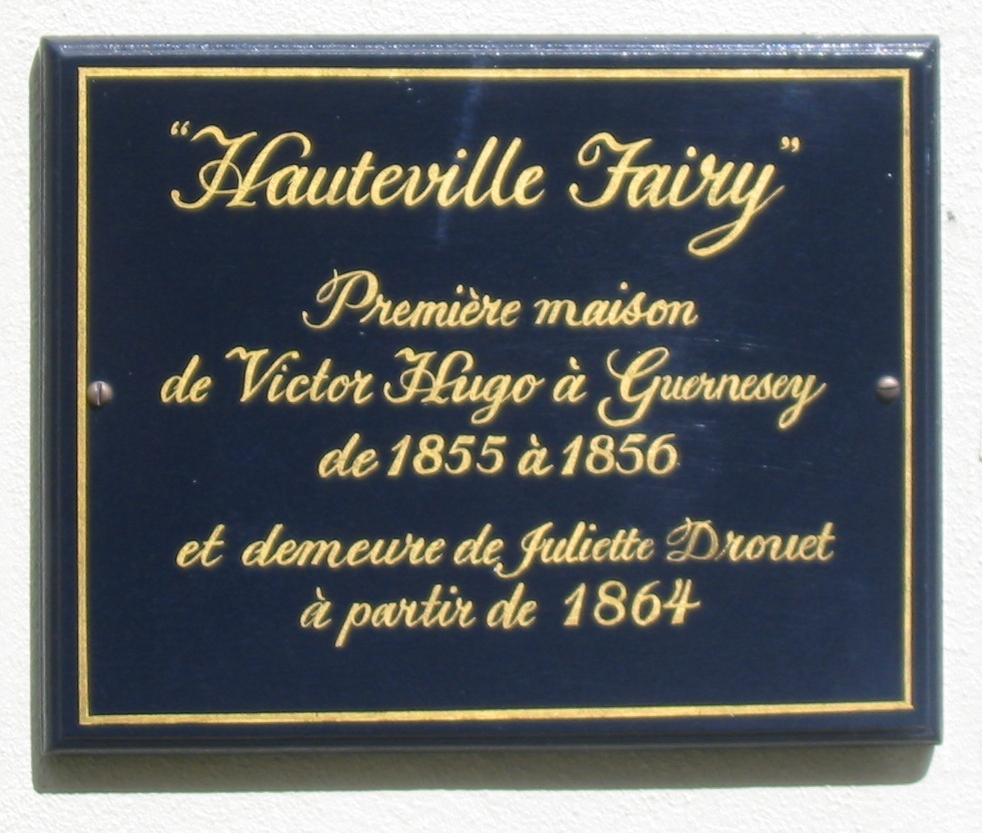
Emléktábla Victor Hugo egykori lakóhelye falán Saint Peter Portban
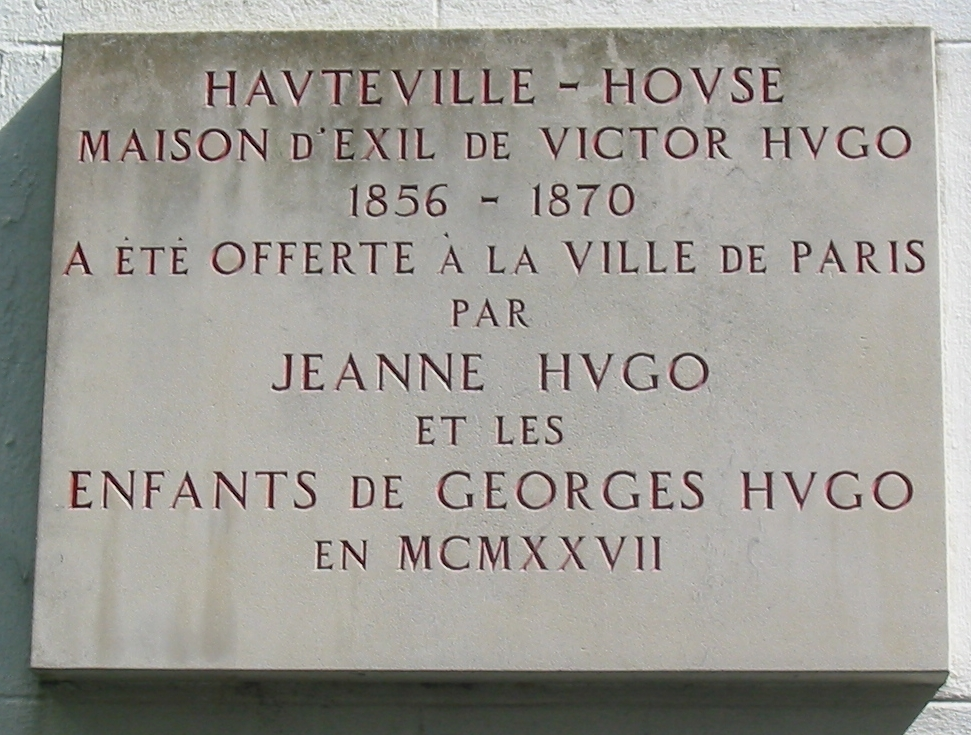
Emléktábla a ház falán
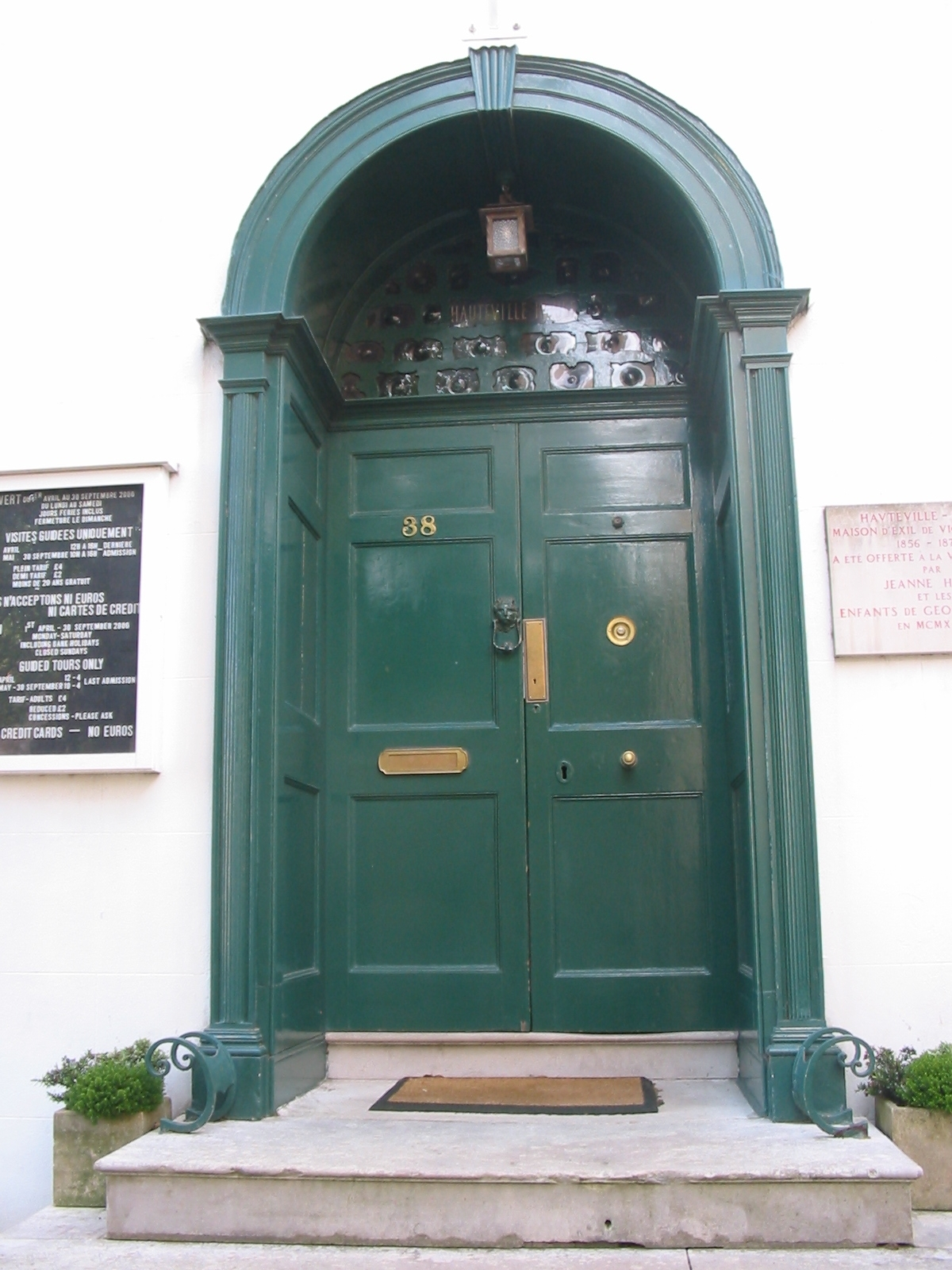
Victor Hugo egykori házának bejárata
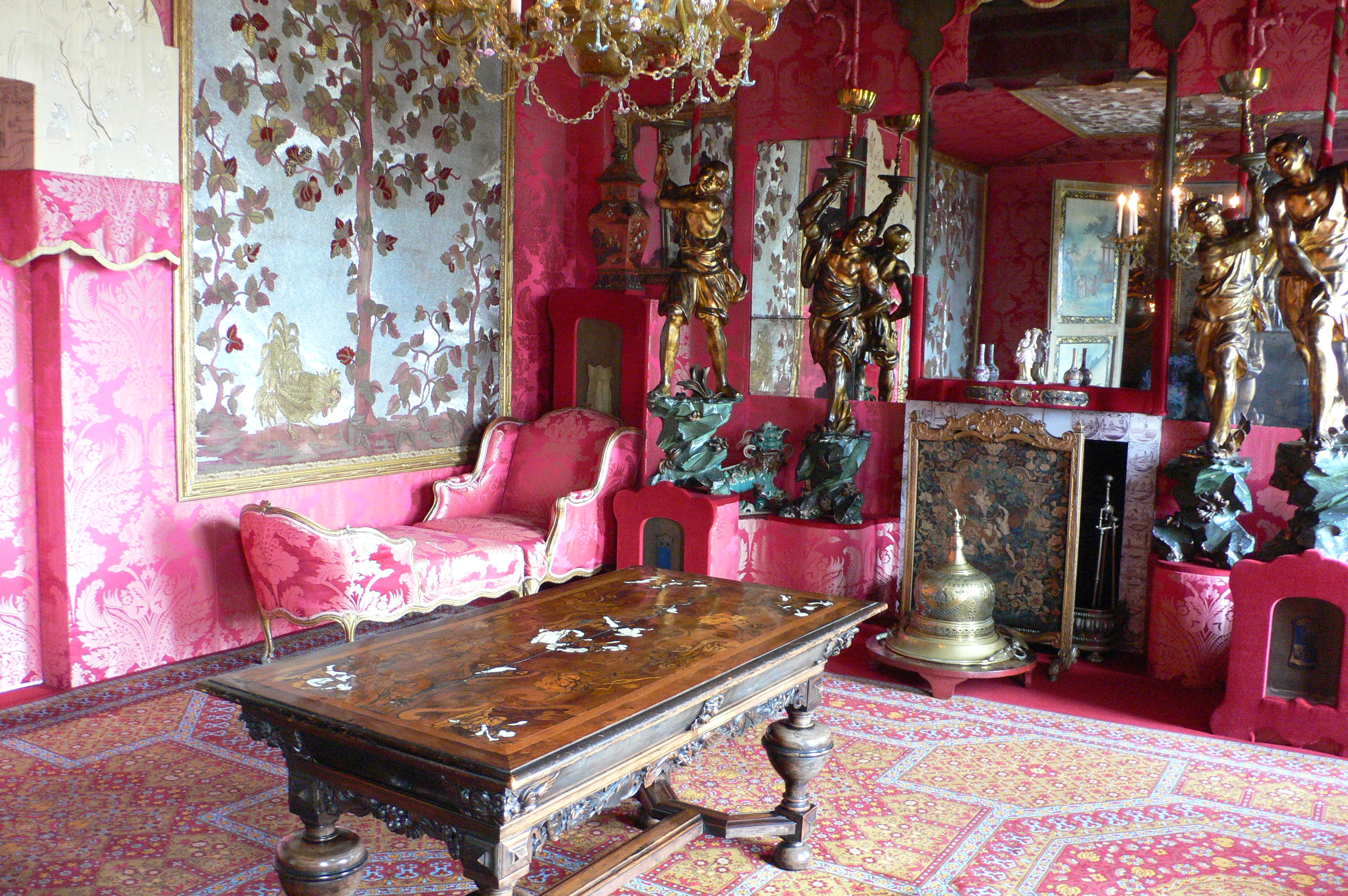
Victor Hugo ház egy szobája, részlet
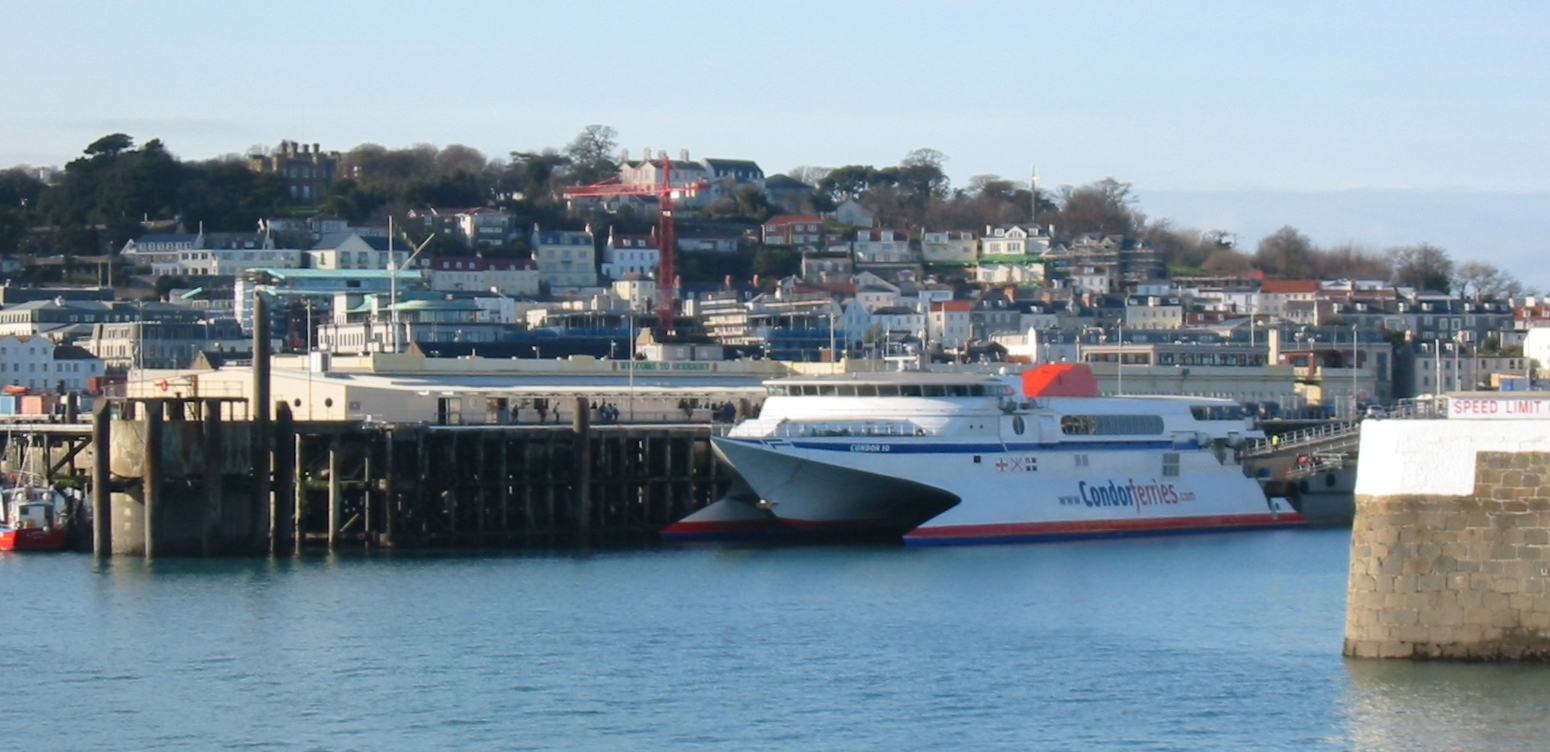
Saint Peter Port kikötője
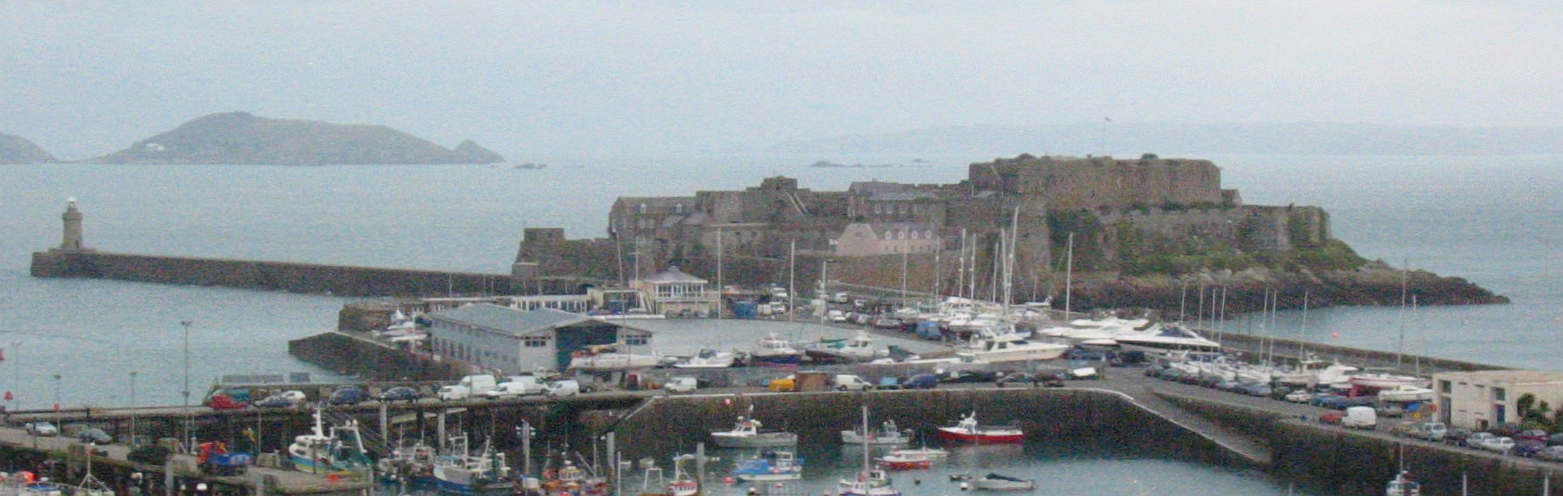
Castle Cornet szigete
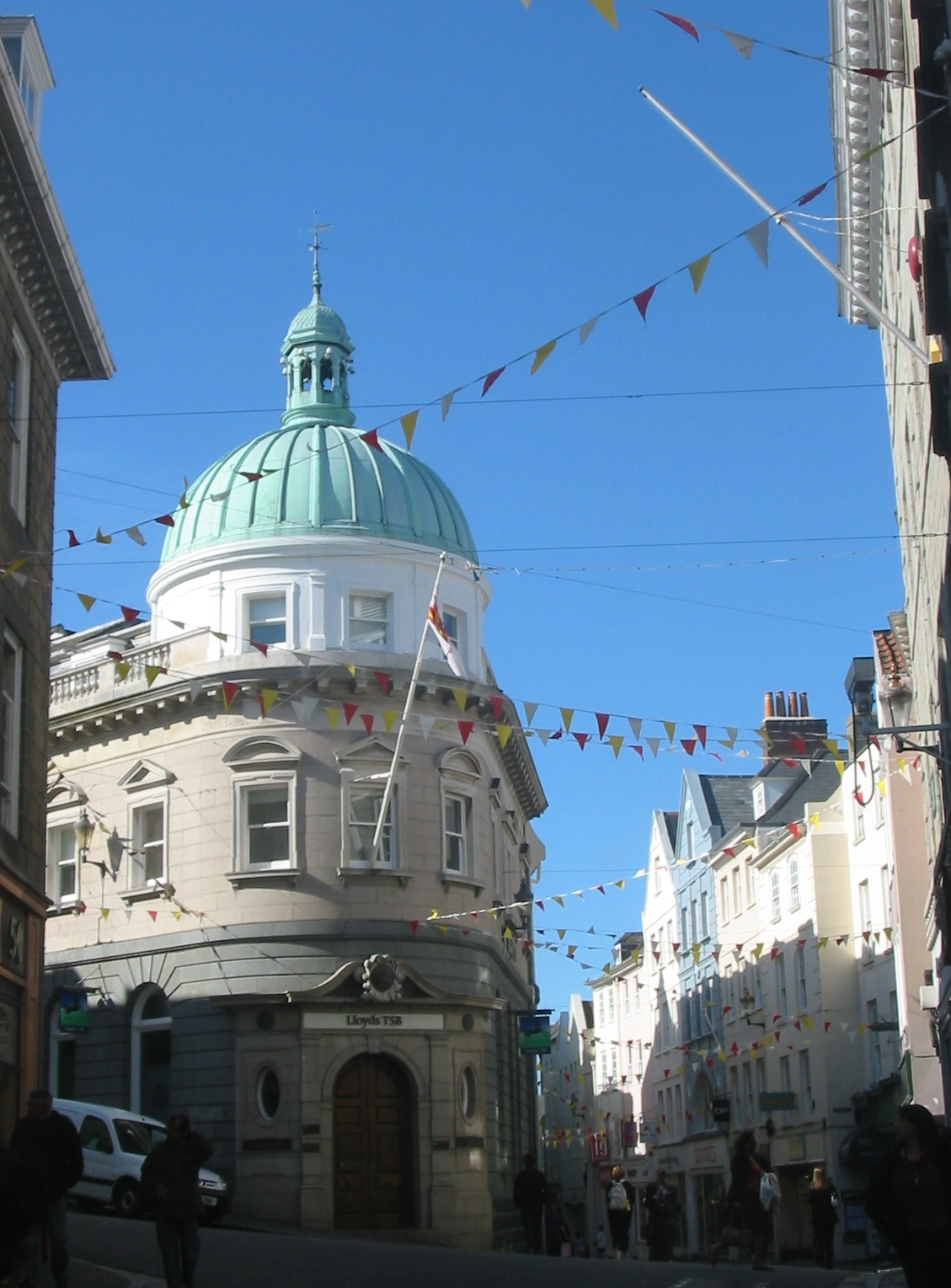
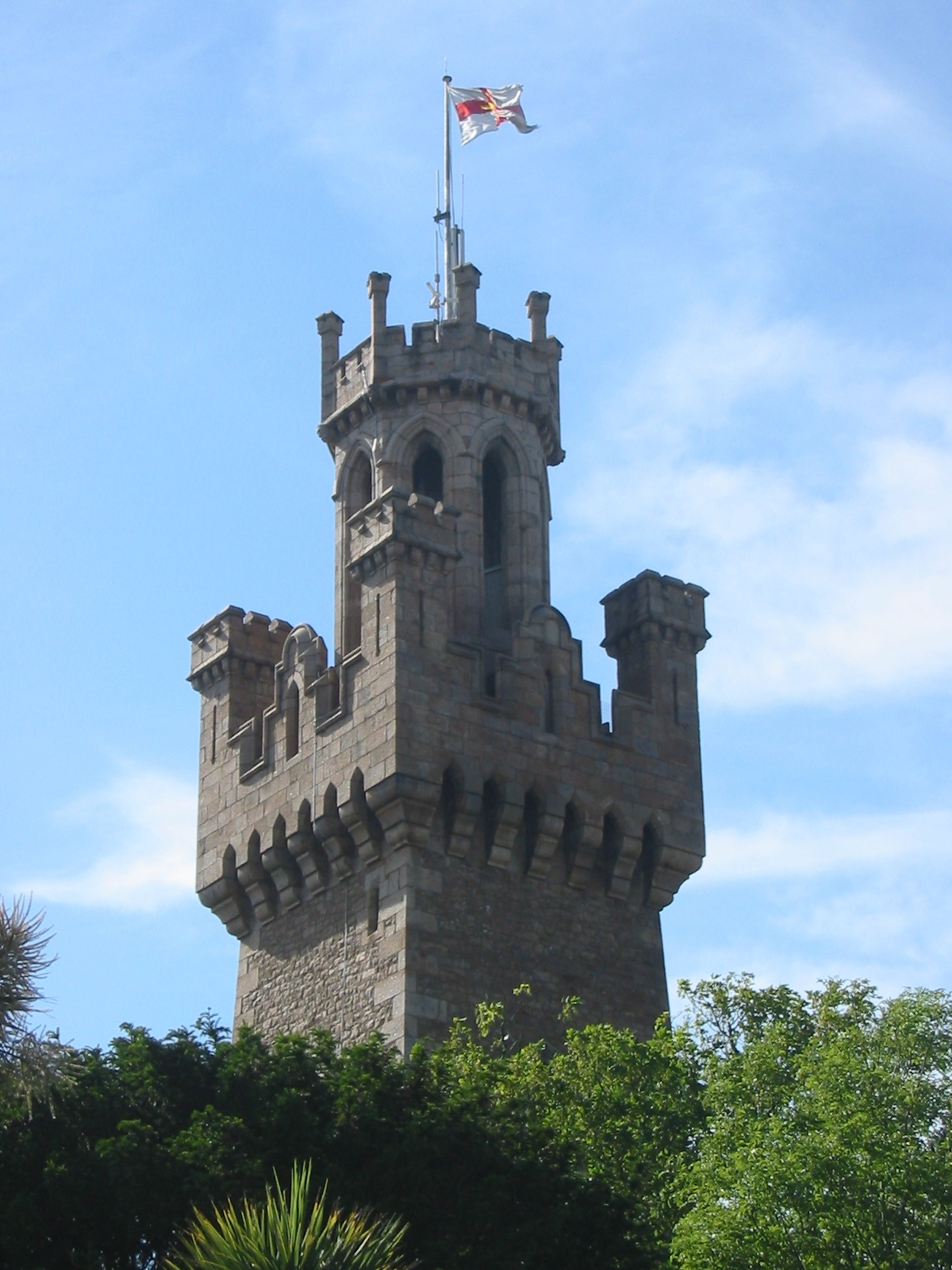
Victoria Tower
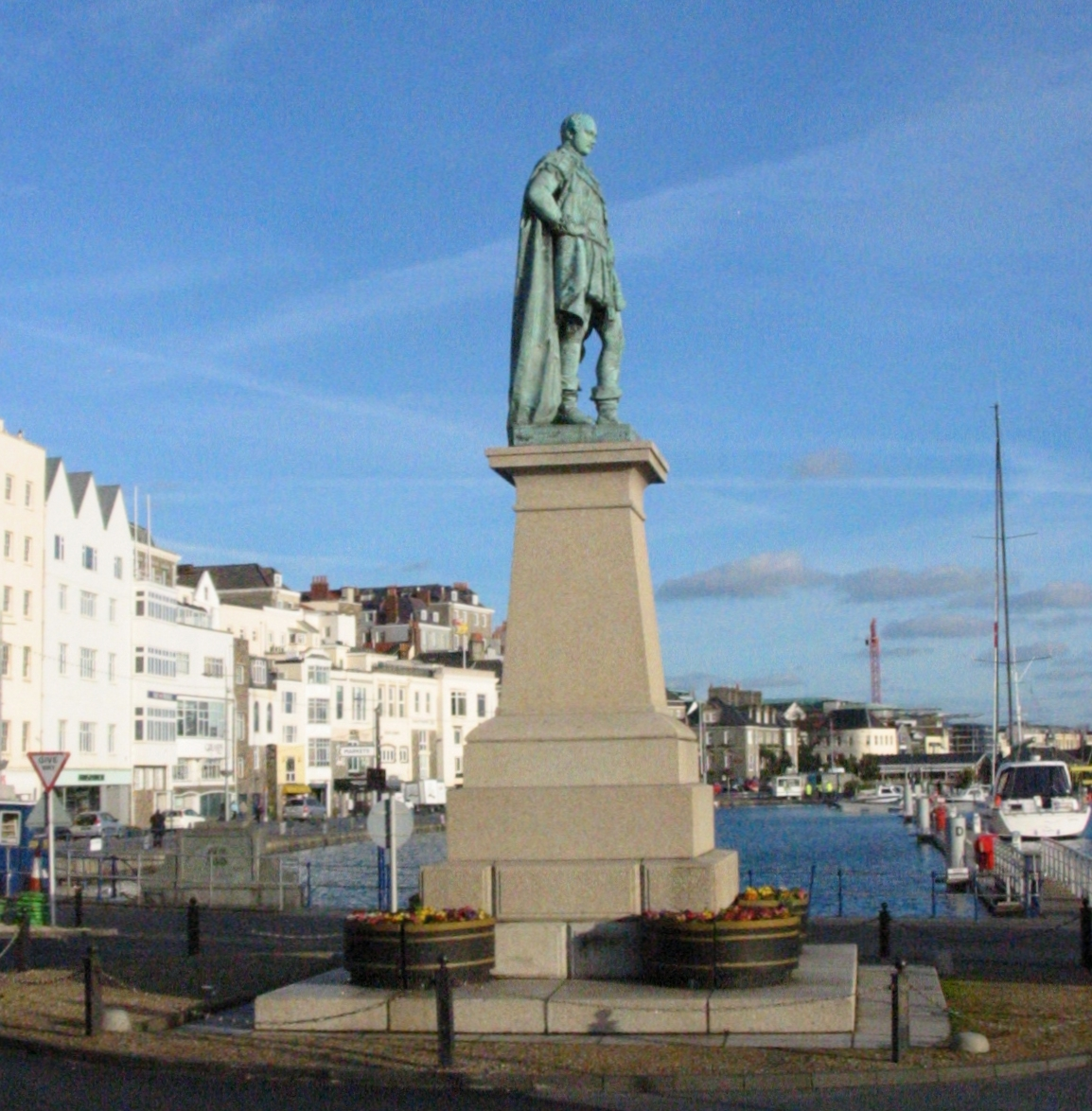
Albert szász–coburg–gothai herceg szobra